# Hofmarschall
Hofmarschall (slovensko dvorni maršal) je bil uradniški položaj na dvorih nemških knezov, zadolžen za upravljanje vladarjevega premoženja.
Zgodovinsko so se vsi civilni dvorni uslužbenci šteli za dvorjane. Rusko plemstvo, na primer, se še vedno imenuje dvorjanstvo. Na sedanjih dvorih je nazive obdržalo samo nekaj dvorjanov na visokih položajih, med njimi maršal, kancler in minister. V nekaj državah se nekateri nazivi uporabljajo za državne uradnike ali vojaške častnike. Hofmarschall je bil vedno plemič ali visok vojaški častnik s činom generalmajorja ali višjim.
Naloge hofmarschalla so bile organiziranje kraljevih ali kraljičinih sprejemov, potovanj v tujino, državniških obiskov in upravljanje kraljevega premoženja. Organiziral je vse dvorne dejavnosti, vzdrževal kraljeve gradove, nadziral dobave živil in pijač, kuhinje in vinske kleti. Na velikih dvorih je hofmarschallov položaj zasedal  oberhofmarschall, kateremu sta običajno pomagala hofmarschall in hausmarschall.
V Nemčiji je v nekdanji pruski vladarski rodbini Hohenzollern položaj hofmarschalla obstajal do leta 1945. Bil je najvišji uradnik ministrstva za notranje zadeve s sedežem v Nizozemski palači (Niederländisches Palais) na aveniji Unter den Linden v Berlinu in upravljal premoženje nekdanje pruske kraljeve družine. 
Na Danskem (hofmarskal), Švedskem (hovmarskalk), Norveškem (hoffmarskalk),  Nizozemskem (hofmaarschalk) in Luksemburgu (maréchal de la cour) položaj hofmarschalla še vedno obstaja. V Belgiji je obstajal do leta 2006.

## Vira
- Carl Ernst von Malortie (1842, 1846). Der Hofmarschall. Handbuch zur Einrichtung und Führung eines Hofhalts. Hahnsche Hof-Buchhandlung, Hannover.
- Sigurd von Ilsemann. Der Kaiser in Holland. Aufzeichnungen des letzten Flügeladjutanten Kaiser Wilhelms II., Biederstein, München 1968.